# Der Roman eines Dienstmädchens
Der Roman eines Dienstmädchens ist ein 1921 entstandener, österreichisch-deutscher Spielfilm von und mit Reinhold Schünzel. Die weibliche Haupt- und Titelrolle verkörpert Liane Haid.

## Handlung
Ein ebenso hübsches und junges wie unschuldiges Mädchen vom Lande kommt eines Tages in den „Sündenpfuhl“ Berlin, um eine Stelle als zweites Hausmädchen in der Familie des Barons von Birthal anzutreten. Der Baron hat zwei bereits erwachsene Kinder, einen Sohn, der ein liederlicher Spieler und Schürzenjäger ist und sich eines Tages den wertvollen Schmuck der eigenen Mutter unter den Nagel reißt, um seine sich auftürmenden Schulden zu decken. Die Tochter des Adeligen ist weit weniger verkommen, sie hat allerdings ein als nicht unbedingt standesgemäß empfundenes Verhältnis mit einem Bildhauer. Auch das umfangreiche Personal im Hause Birthal treibt es recht bunt: das erste, etwas dralle Dienstmädchen beispielsweise ist amourös mit dem Sohn der Gemüsehändlerin von nebenan verbandelt.
Dieser schmierige Typ, von Beruf Kellner in einem großen Hotel, ist ein rechter Hallodri: obwohl mit dem drallen Hausmädchen liiert, verführt er sogleich die Unschuld vom Lande, kaum dass er ihrer ansichtig wurde, und schwängert das (nunmehr nicht mehr ganz so unschuldige) Dienstmädchen sogleich. Von nun an geht’s für das neue Dienstmädchen steil bergab: Nicht nur unehelich geschwängert, gerät sie auch noch in den Verdacht, die Juwelen von Madame geraubt zu haben, die sich, wie zuvor erwähnt, in den Händen des langfingrigen Sohnes der Familie befinden. Dann wird sie auch noch von ihrem Bestäuber schmählich im Stich gelassen. Daraufhin versucht sich das Dienstmädchen umzubringen. Doch bei allem Unglück naht ihre Rettung in Gestalt des älteren Hausdieners, der das Mädchen von Herzen liebt und sie schließlich heiratet.

## Produktionsnotizen
Der Roman eines Dienstmädchens, Untertitel Ein Volksstück der Großstadt von heute, war eine frühe deutsch-österreichische Koproduktion kurz nach Ende des Ersten Weltkriegs. Der Film entstand von Mai bis Juni 1921 in Wien und wurde am 17. November 1921 in Berlins Marmorhaus uraufgeführt. In Wien lief der das Melodram, das eine Länge von 2078 Metern, verteilt auf fünf Akten, besaß, am 2. Dezember 1921 an.
Die Filmbauten stammen von O. F. Werndorff und Karl Machus. Die Aufnahmen mit dem Schauspieler Emil Birron, der den Bildhauer spielte, fielen komplett der Filmzensur-Schere zum Opfer. Die Zensur bemängelte im Juli 1921 im Übrigen die generell zur Schau gestellte, ausufernde Sittenlosigkeit des Bildstreifens und überdies den Berliner Slang in den Untertiteln, die man erstens außerhalb der Hauptstadt kaum verstehen könne und zweitens den Eindruck hinterlassen würden, dass die gezeigten moralischen Verwerflichkeiten typische Berliner Attribute seien.

## Kritik
Paimann’s Filmlisten resümierte: „Stoff sehr volkstümlich, Szenerie, Photos und insbesondere das Spiel ausgezeichnet. Ein Schlager ersten Ranges.“